# Calibração

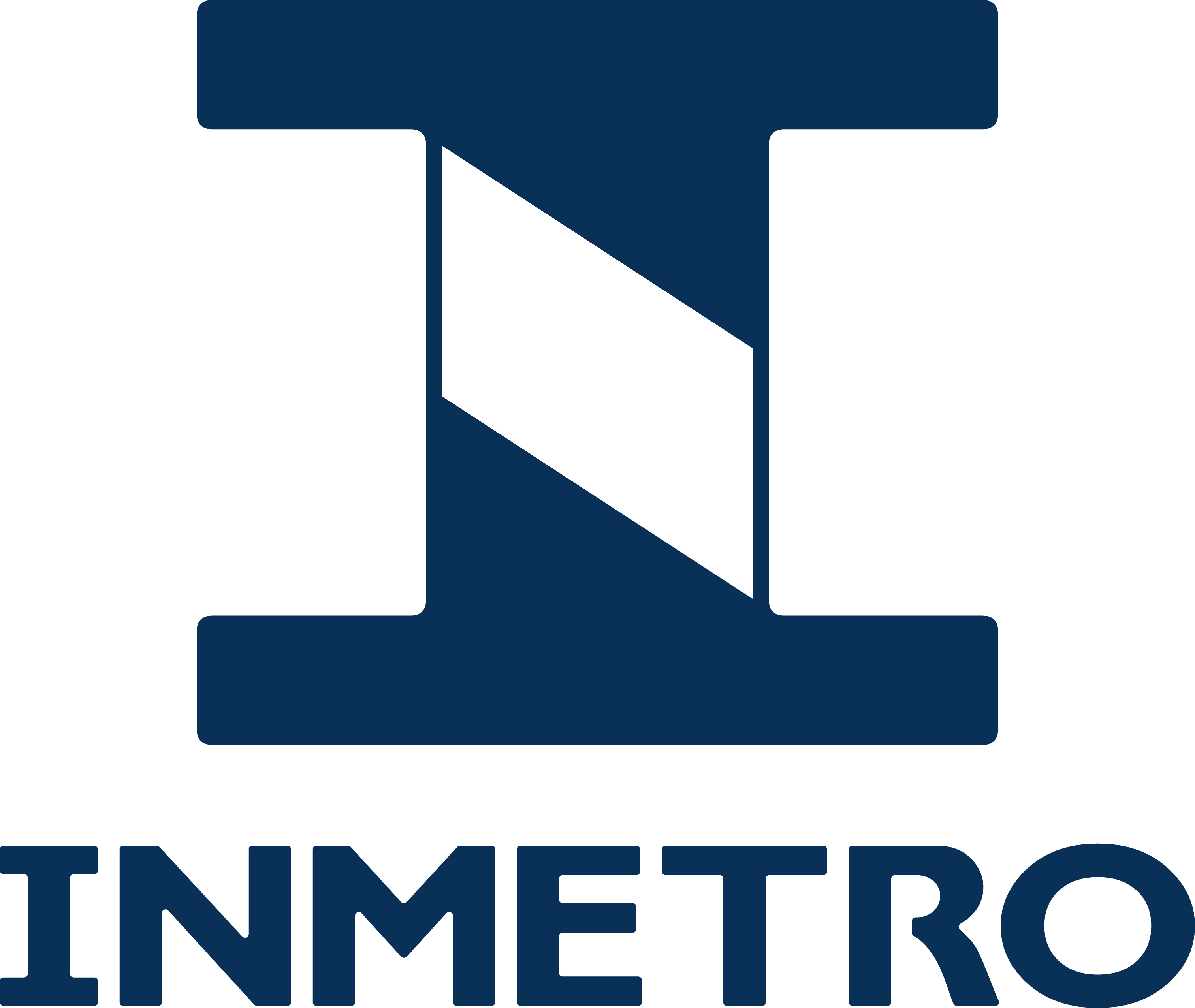
Instituto Nacional de Metrologia, Qualidade e Tecnologia (INMETRO)

A calibração ou calibração de instrumentos é um processo que visa verificar se a medida obtida por um instrumento é compatível com o esperado e se ele está adequado ao uso. O objetivo principal da calibração é voltado em evitar desvios nos processos de análise e reduzir custos em relação aos erros provenientes de um desempenho desregulado.
De maneira geral, a calibração consiste em comparar os resultados obtidos pelos instrumentos com os obtidos por padrões rastreáveis através de referências nacionais, como o Instituto Nacional de Metrologia, Qualidade e Tecnologia (INMETRO) e o CONMETRO, e internacionais, como por exemplo a Organização Internacional de Normalização (ISO) e o Escritório Internacional de Pesos e Medidas (BIPM), sob condições pré-estabelecidas e controladas de acordo com cada processo. E, por contribuir para a confiabilidade dos resultados e reduzir custos inerentes aos erros de ensaio, a calibração é requisito de processos de certificação e acreditação, regidos pelas instituições normativas e auditoras.

## Instrumentos medidores físico-químicos

### Phmetro

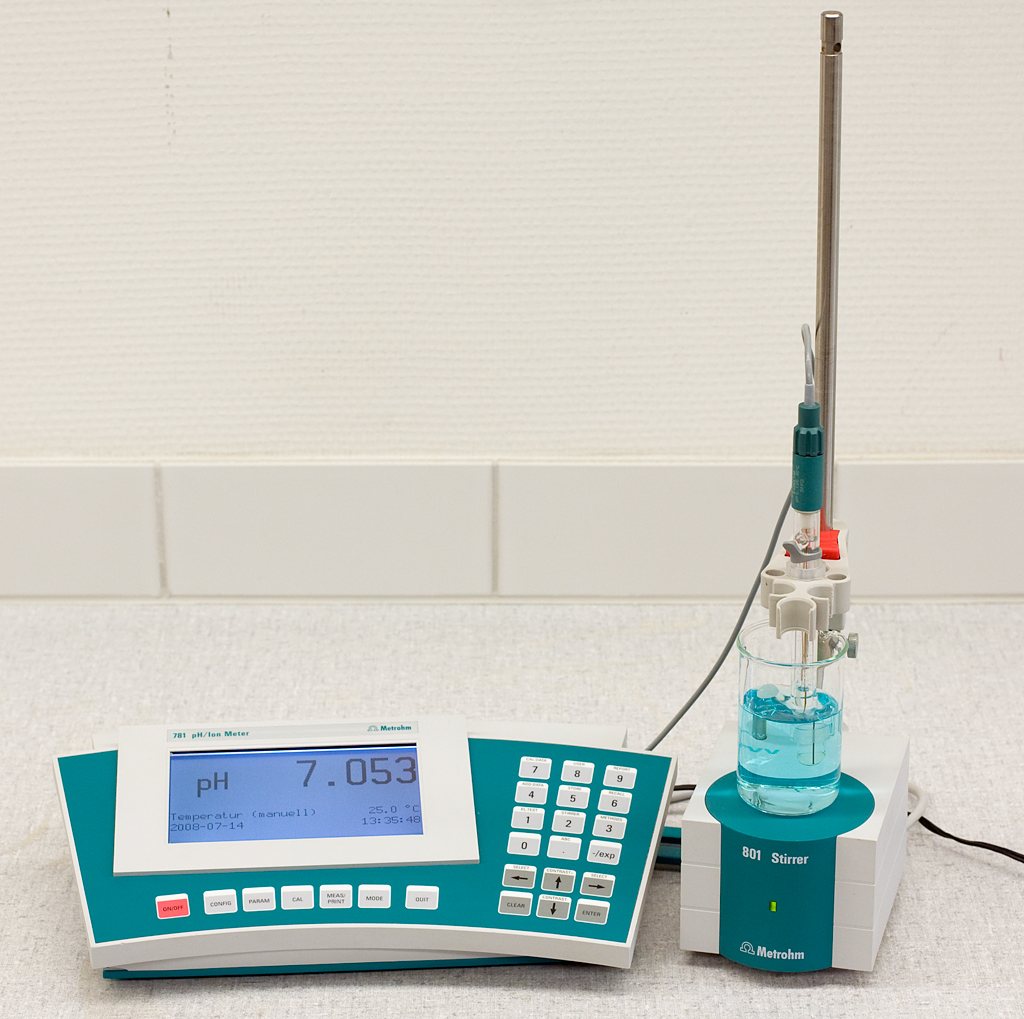
pHmetro de laboratório

O pHmetro é um instrumento que pode ser usado para medir a acidez ou alcalinidade de uma solução em diversas aplicações, incluindo controle de qualidade de água, produção de alimentos e medicamentos, e pesquisa científica. Para que esse instrumento seja utilizado de maneira correta a calibração do pHmetro esteja regularizada a fim de garantir que as leituras sejam precisas.
O processo de calibração do pHmetro consiste em mergulhar o eletrodo na solução tampão e ajustar o aparelho até que a leitura corresponda ao valor conhecido da solução. A calibração do pHmetro deve ser realizada sempre que o pHmetro for usado, ou a cada determinado período de tempo, conforme especificado pelo fabricante do instrumento.

### Condutivímetro
O condutivímetro é o principal instrumento usado para medir a condutividade de uma solução, garantindo a precisão das leituras da amostra para a realização de controle de qualidade de água, produção de alimentos e medicamentos, e pesquisas científicas.
A calibração do condutivímetro pode ser realizada usando soluções de condutividade conhecida com reagentes químicos que permitem que a condutividade seja mantida constantemente. O processo de calibrar o condutivímetro baseia-se em mergulhar o eletrodo na solução de condutividade conhecida e ajustar o aparelho até que a leitura corresponda ao valor conhecido da solução. A calibração deve ser realizada sempre que o condutivímetro for usado, ou a cada determinado período de tempo, conforme especificado pelo fabricante do instrumento.

## Instrumentos medidores de pressão
Os instrumentos usados para medir pressão são chamados de medidores de pressão. Existem vários tipos, cada um com seu princípio de funcionamento específico. Alguns dos principais tipos são:

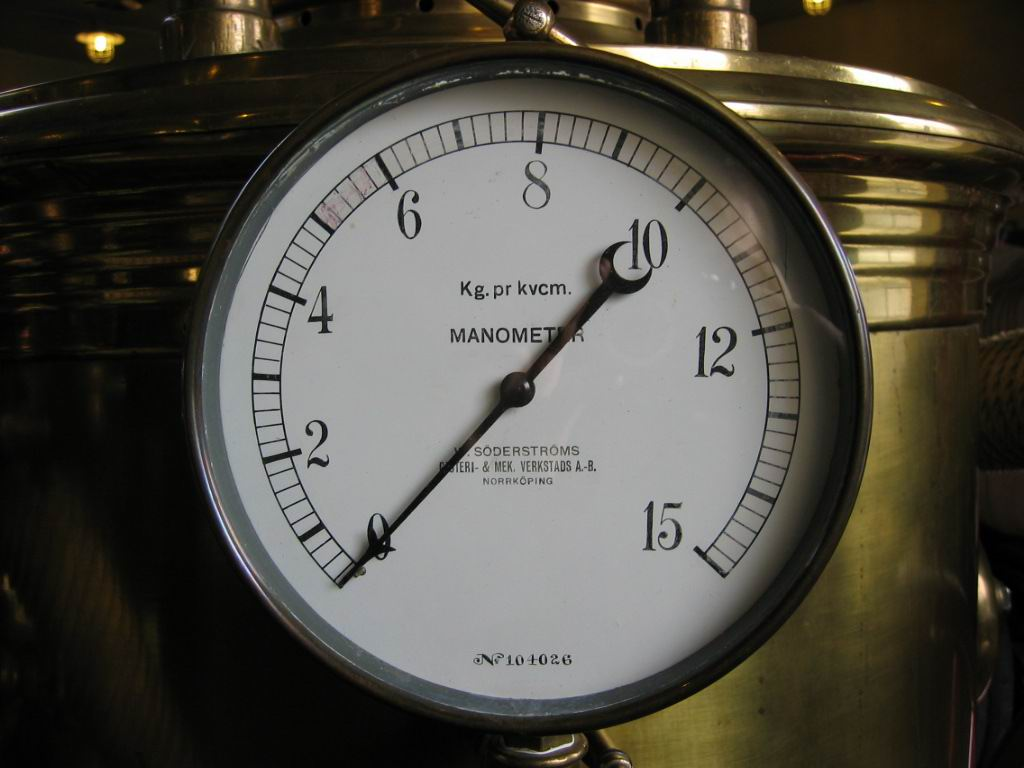
Manômetro de Pressão

### Manômetros
São os medidores de pressão mais comuns e simples e são utilizados para medir a diferença de pressão entre dois pontos. Existem vários tipos de manômetros, como o do tipo tubo em "U", o manômetro de Bourdon e o manômetro de líquido em coluna. Eles consistem em um tubo em forma de "U" contendo um fluido (geralmente mercúrio ou água) e um tubo conectado ao sistema cuja pressão está sendo medida. A pressão de um manômetro é determinada pela diferença de altura do fluido nos dois lados do tubo em "U".

### Transdutores de pressão
São dispositivos eletrônicos que convertem a pressão em um sinal elétrico. Geralmente, o transdutor de pressão utiliza um elemento sensor (como um diafragma ou célula de pressão) que se deforma sob a pressão aplicada e gera um sinal elétrico proporcional à pressão. Entre os tipos de transdutores de pressão pode-se destacar os transdutores resistivos, os transdutores tipo capacitância e os transdutores indutivos. Levando em consideração que os tipos de dispositivos elétricos podem ser conectados a parte elástica dos transdutores para compor sua estrutura.

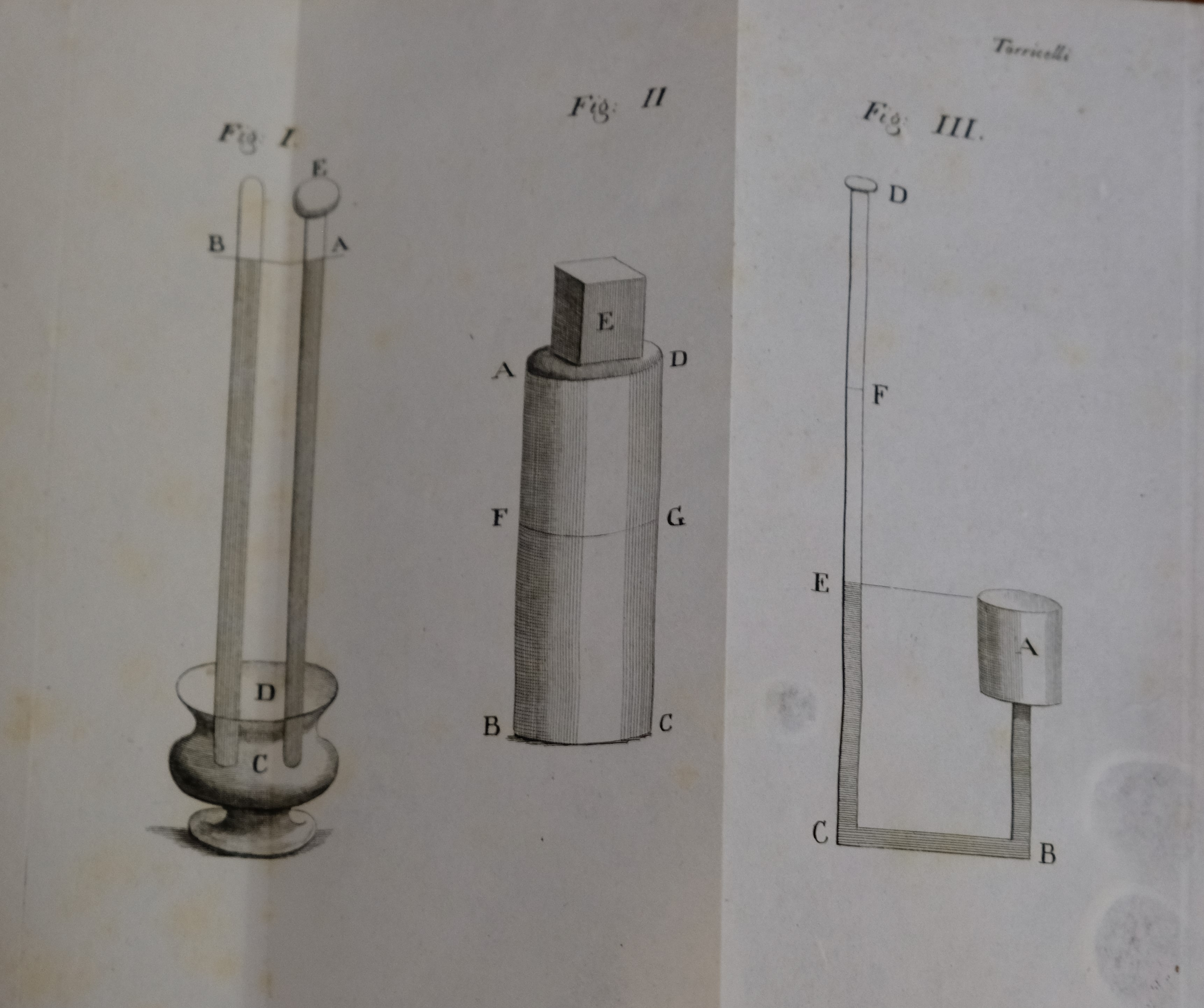
Barômetro de Torricelli, percusor do Instrumento para medir a Pressão Atmosférica.

### Barômetros
São os instrumentos usados para medir a pressão atmosférica. O barômetro de mercúrio é o tipo mais conhecido, onde a pressão atmosférica é medida pela altura de uma coluna de mercúrio equilibrada pela pressão externa.
Calibração de dispositivos de pressão
Existem vários dispositivos de pressão utilizados para a calibração de equipamentos. A escolha do instrumento adequado depende das especificações de pressão do equipamento a ser calibrado e dos requisitos de precisão da calibração. É importante seguir as diretrizes e normas específicas para garantir a calibração correta e confiável dos equipamentos. Alguns dos principais são:
- Padrões de pressão: São instrumentos de referência que possuem alta precisão e exatidão. Eles são utilizados para calibrar outros instrumentos de pressão. Os padrões de pressão podem ser manômetros de alta precisão, transdutores de pressão ou calibradores de pressão.[12]
- Calibradores de pressão: São instrumentos usados para calibrar outros dispositivos de medição de pressão. Eles podem ser portáteis ou de bancada e geralmente possuem uma ampla faixa de pressão ajustável. Os calibradores de pressão são utilizados principalmente para calibrar manômetros, transdutores de pressão, sensores de pressão e outros instrumentos.[11]
- Bombas de pressão: São dispositivos usados para gerar pressão controlada e precisa. As bombas de pressão podem ser manuais, pneumáticas ou hidráulicas. Elas são utilizadas para calibrar instrumentos de pressão, como manômetros, transdutores e válvulas de alívio.[13]
- Medidores de vácuo: São instrumentos utilizados para medir a pressão abaixo da pressão atmosférica. Eles são frequentemente utilizados para calibrar equipamentos que operam em vácuo, como bombas de vácuo, câmaras de vácuo e sistemas de vácuo em geral.[14]

## Instrumentos medidores de temperatura
A calibração de temperatura é um processo essencial em diversas indústrias e instituições, garantindo a precisão das medições realizadas por termômetros. Esse procedimento assegura a confiabilidade dos dados coletados e a conformidade com padrões de qualidade, sendo fundamental para a credibilidade e eficiência das operações em variados setores. Alguns dos principais instrumentos de medição de temperatura são:

### Termômetros bimetálicos
É fundamentado no princípio da dilatação térmica, como definido pela termodinâmica. Este dispositivo consiste em duas lâminas metálicas feitas de materiais distintos, cada um com um coeficiente de dilatação próprio. Essas lâminas, unidas entre si, são enroladas em formato de espiral ou hélice, o que aumenta consideravelmente sua sensibilidade. Devido à diferença nos coeficientes de dilatação dos metais, quando a temperatura varia, uma das lâminas se expande mais do que a outra, resultando em uma curvatura na lâmina. Esse movimento faz com que um ponteiro, localizado na extremidade da lâmina, percorra uma escala graduada, fornecendo uma medida correspondente à temperatura.

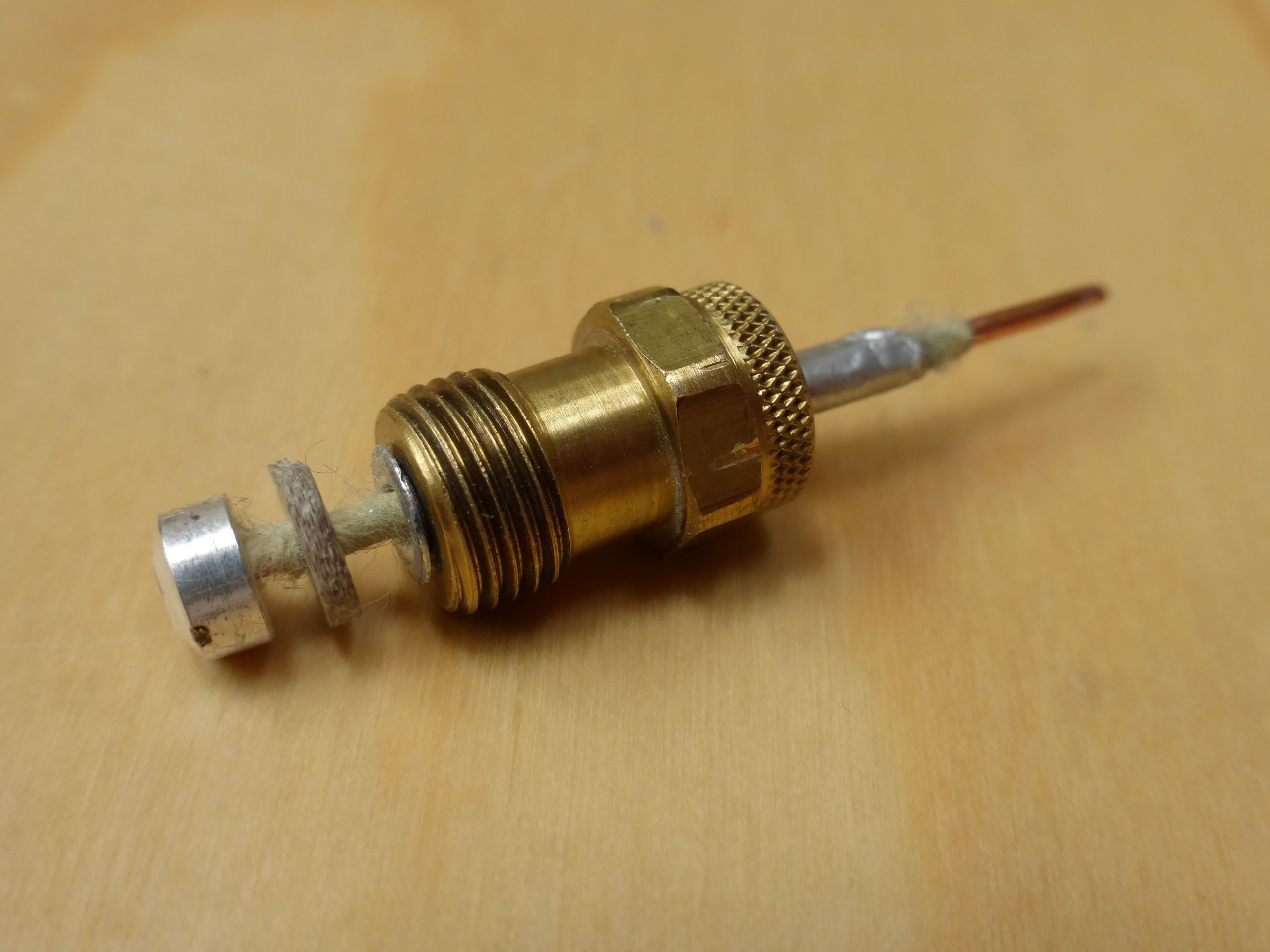
Sensor Termopar

### Termopares
Os termopares são amplamente reconhecidos como os sensores ideais para medir temperaturas em uma ampla faixa, abrangendo desde algumas dezenas de graus negativos até milhares de graus Celsius. Eles são os sensores de temperatura mais empregados globalmente. Compostos por dois metais diferentes unidos em suas extremidades e conectados a um termômetro termopar ou outro dispositivo compatível, os termopares formam um circuito fechado que produz uma força eletromotriz quando as duas junções estão sujeitas a temperaturas distintas. Esses dispositivos são simples, robustos e de baixo custo, sendo utilizados em uma variedade de processos devido à sua capacidade de medição em diferentes faixas de temperatura.

### Detectores de temperatura de resistência
Os sensores de temperatura resistivos (RTDs) são dispositivos projetados para medir temperaturas e são comumente fabricados a partir de um metal puro ou ligeiramente dopado, cuja resistência aumenta conforme a temperatura aumenta (com um coeficiente de temperatura positivo).
Os RTDs mais comuns são feitos de fio enrolado ou filme metálico. Os RTDs de fio enrolado consistem em um fio de comprimento específico enrolado em um núcleo neutro e protegido por um invólucro. Já os RTDs de filme metálico são construídos com um elemento resistivo depositado em um substrato cerâmico na forma de uma trilha metálica em ziguezague, com apenas alguns mícrons de espessura. A largura da trilha pode ser ajustada com precisão usando laser, permitindo um controle preciso da resistência. Essa técnica resulta em dispositivos menores, com resistências mais altas, o que proporciona uma inércia térmica reduzida e, consequentemente, uma resposta mais rápida e maior sensibilidade. Geralmente, esses dispositivos têm um custo menor em comparação com os RTDs de fio enrolado.

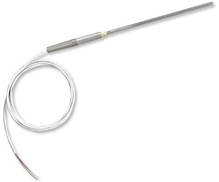
Termistor

### Termistores
Um termístor, também conhecido como termocondutor ou termistância, é um dispositivo eletrônico semicondutor composto por um material semicondutor. O termístor é caracterizado pelo seu coeficiente de temperatura da resistividade, que é negativo, o que significa que sua resistência diminui à medida que a temperatura aumenta. Essa propriedade torna o termístor útil em uma variedade de aplicações, especialmente em circuitos eletrônicos onde a detecção e a regulação de temperatura são necessárias.

### Calibração de medidores de temperatura
O processo de calibração dos medidores de temperatura consiste na comparação do termômetro em questão com um instrumento de referência de alta precisão, geralmente conduzido por laboratórios especializados. Somente após esse processo o termômetro é certificado para uso, garantindo a confiabilidade das medições realizadas. Os métodos de calibração variam, podendo envolver:
- Comparação entre dois termômetros;[20]
- Uso de calibradores de sonda de bloco seco;[20]
- Calibradores infravermelhos de bloco negro;[20]
- Simulação de sinal elétrico[15]. O certificado de calibração atesta não apenas a realização do procedimento, mas também a qualidade e conformidade com padrões regulatórios. Laboratórios certificados são responsáveis por emitir tais certificações, garantindo a confiabilidade das medições. Não existe uma frequência padronizada para a calibração de termômetros, ficando a critério da empresa ou instituição, levando em consideração o tipo de termômetro, sua utilização e riscos associados. A calibração de termômetros é crucial para instituições que dependem de medições precisas de temperatura, tais como laboratórios, hospitais, clínicas médicas e ambientes industriais. Garantir a exatidão das medições é essencial para o controle adequado de processos sensíveis à temperatura, evitando erros que poderiam comprometer resultados e relatórios.[20]

## Instrumentos de medição de volume e massa específica
Instrumentos de medição de volume e massa específica são utilizados em diversos campos, incluindo laboratórios de química, farmácias, indústrias de alimentos, petroquímicas, entre outros. Esses instrumentos são essenciais para a realização de análises precisas e garantia da qualidade em uma variedade de processos industriais e laboratoriais. Alguns exemplos comuns de instrumentos de medição de volume e massa específica incluem:

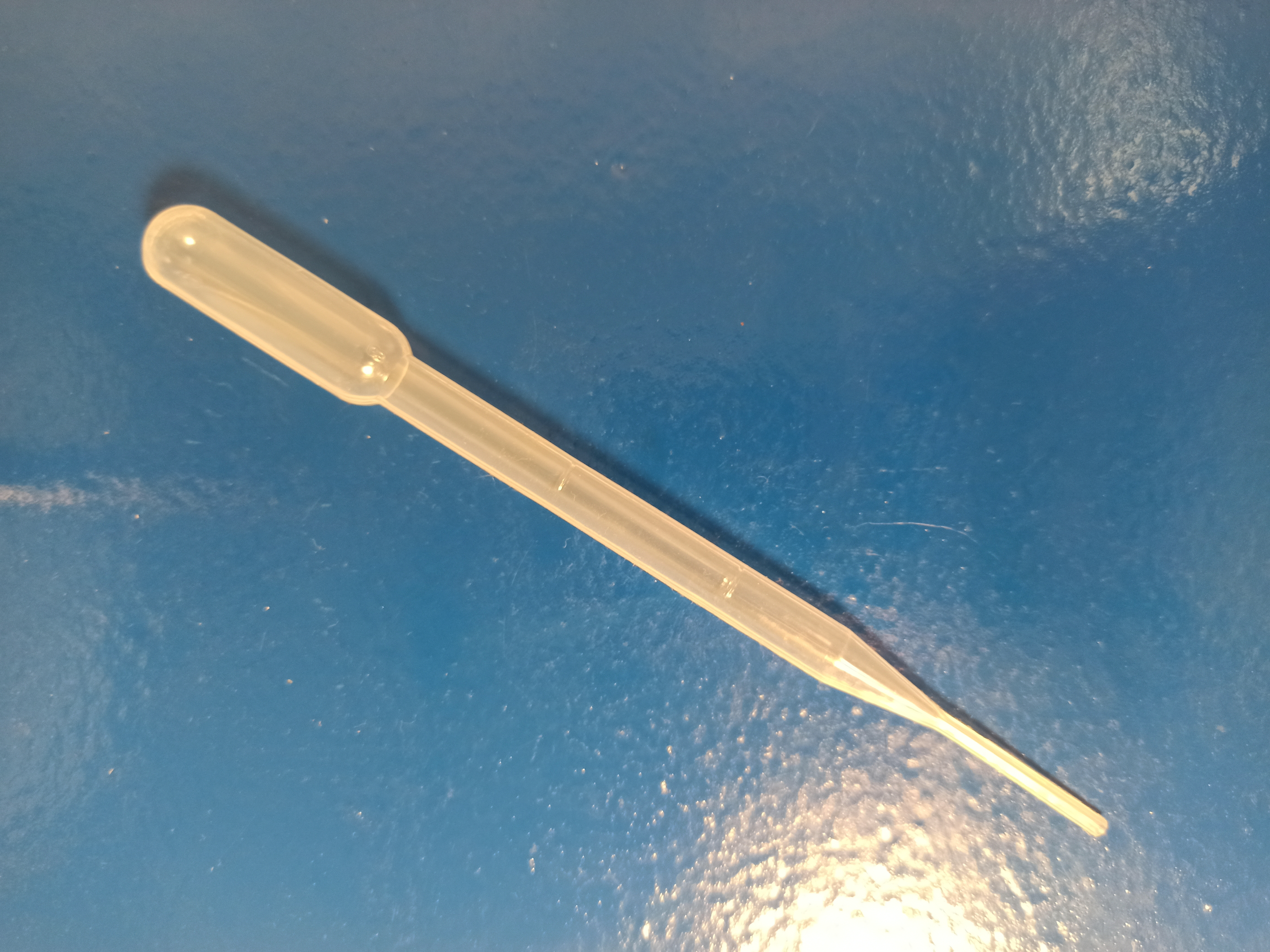
Pipeta

### Pipetas
São utilizadas para medir e transferir volumes precisos de líquidos. Existem vários tipos de pipetas, incluindo pipetas graduadas, pipetas volumétricas e micropipetas. 
As micropipetas são equipamentos utilizados para transferir pequenas quantidades de líquidos de um recipiente para o outro. Elas são ideais para aplicações que exigem precisão, como análises clínicas e manipulação de materiais biológicos. As micropipetas podem transferir líquidos a partir de 0,1 μl (microlitro), enquanto as pipetas comuns só podem transferir líquidos a partir de 1 ml.
A pipeta graduada é um dispositivo de laboratório utilizado para medir e transferir volumes precisos de líquidos. É um tubo de vidro ou plástico longo e estreito, com uma série de marcas graduadas ao longo do seu comprimento que indicam diferentes volumes. As pipetas graduadas são classificadas de acordo com o seu volume e precisão. As pipetas graduadas de maior volume são utilizadas para transferir líquidos em grandes quantidades, enquanto as pipetas graduadas de menor volume são utilizadas para transferir líquidos em pequenas quantidades.

### Tituladores potenciométricos
A titulação é uma técnica de laboratório utilizada para determinar a concentração de uma substância em uma solução. O processo é realizado por meio da adição gradual de uma solução de concentração conhecida, chamada de titulante, à solução que contém a substância de interesse. A titulação é uma técnica precisa e pode ser utilizada para determinar a concentração de uma ampla variedade de substâncias, incluindo ácidos, bases, sais e compostos orgânicos. O volume do titulante utilizado para alcançar o ponto final é usado para determinar a concentração do analito. É um processo simples e as análises podem ser realizadas manualmente ou com um titulador automático. 

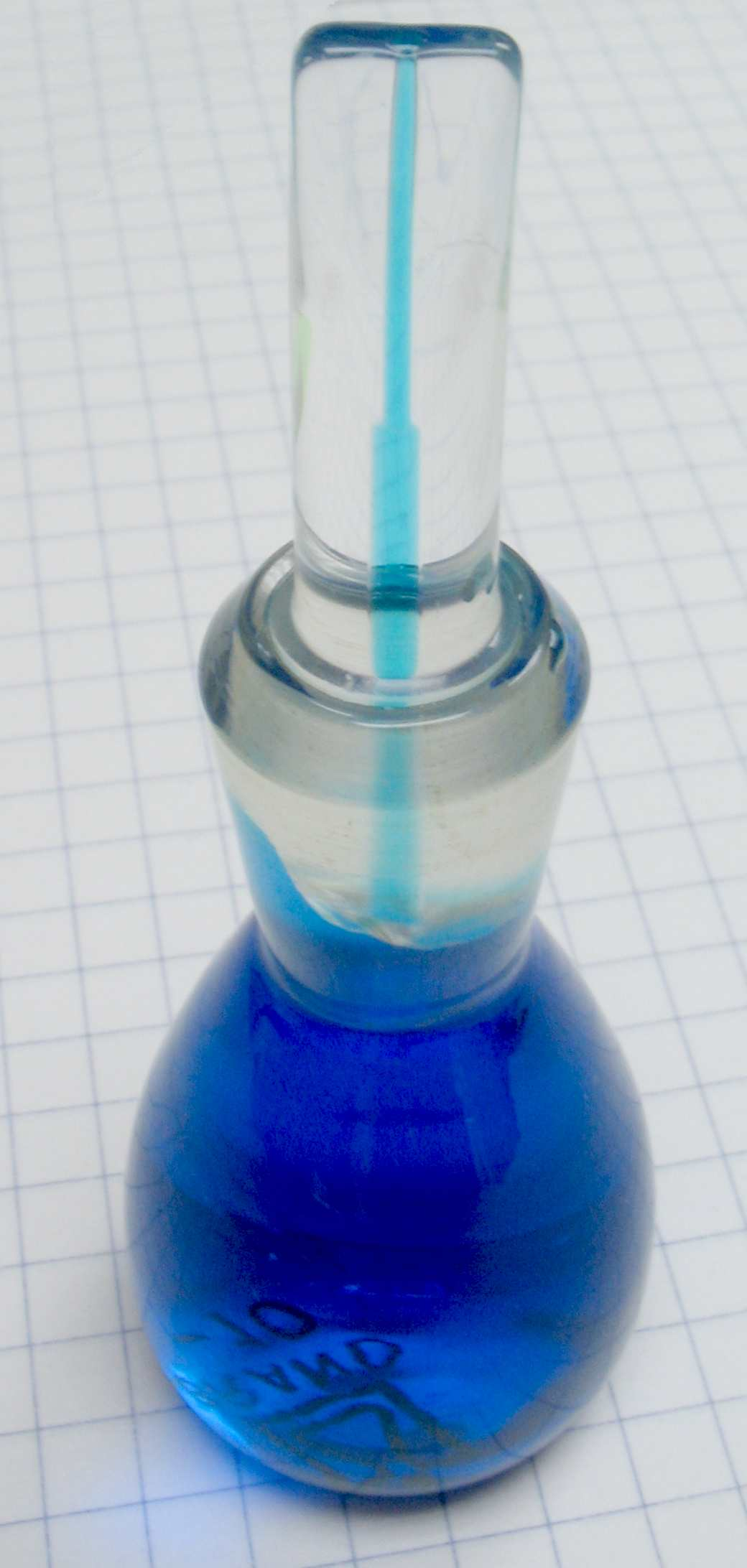
Picnômetro

### Picnômetros
O picnômetro é uma vidraria de laboratório utilizada para medir a densidade de líquidos e sólidos. É um recipiente cilíndrico, geralmente feito de vidro ou plástico, com uma tampa hermética. A superfície do picnômetro não é graduada, pois a densidade é calculada pela diferença entre o peso do picnômetro vazio e o peso do picnômetro cheio com o líquido ou sólido a ser medido.

### Balão volumétrico
O balão volumétrico é uma vidraria de laboratório utilizada para medir e transferir volumes precisos de líquidos. É um frasco cônico com um pescoço longo e fino, com uma marca de referência no gargalo. Os balões volumétricos são fabricados em vidro ou plástico e são disponíveis em uma variedade de tamanhos. Os balões volumétricos de vidro são mais precisos porém mais frágeis, enquanto os balões volumétricos de plástico são menos precisos e mais resistentes. 

### Buretas
A bureta é um instrumento de laboratório utilizado para medir e transferir volumes precisos de líquidos. É um tubo de vidro cilíndrico, graduado, com uma torneira na extremidade inferior que permite controlar o fluxo do líquido. As buretas são fabricadas em vidro ou plástico e são disponíveis em uma variedade de tamanhos e capacidades.

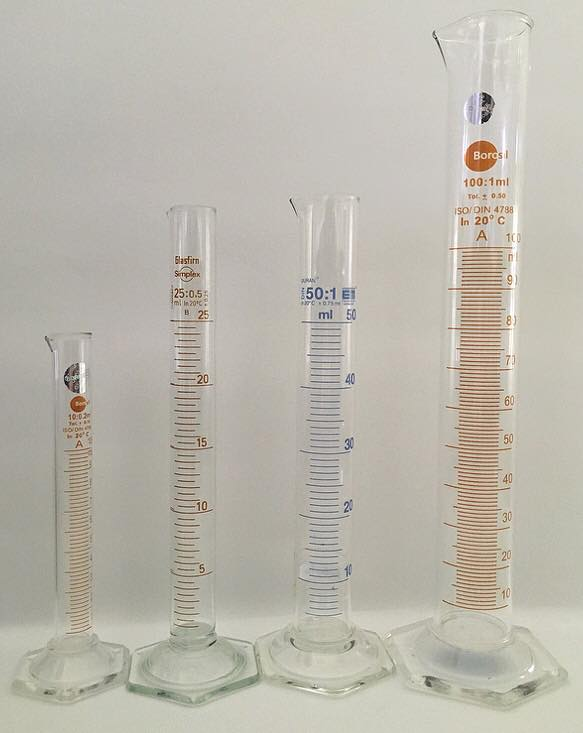
Diferentes Tipos de Provetas

### Provetas
A proveta é um instrumento quase cilíndrico de medida para líquidos. Possui uma escala de volumes razoavelmente rigorosa porem não é considerada uma ferramenta total rigorosa. Pode ser fabricada em vidro ou plástico com volumes que normalmente variam entre 1 e 2000 mililitros.

### Calibração de equipamentos de volume e massa específica
A calibração de equipamentos de medição de volume e massa específicas é um processo cuidadoso que envolve etapas específicas para garantir a precisão das medições. Algumas considerações sobre como calibrar esses instrumentos:
- Seleção dos padrões de referências: A calibração de instrumentos de medição de volume e massa específica geralmente é realizada comparando-se os resultados das medições do instrumento com padrões de referência devidamente calibrados e rastreáveis a padrões nacionais ou internacionais.[29]
- Procedimentos de calibração: Os procedimentos de calibração podem variar dependendo do tipo de instrumento e das especificações do fabricante. Geralmente, os procedimentos incluem a medição de volumes conhecidos ou massas específicas com os padrões de referência e a comparação desses resultados com as medições do instrumento em questão. [30]
- Certificados de calibração: Após o processo de calibração, os laboratórios de calibração emitem certificados de calibração que atestam a precisão do instrumento e documentam os resultados da calibração, incluindo os desvios observados em relação aos padrões de referência.[31]
- Periodicidade da calibração: A frequência com que os instrumentos de medição de volume e massa específica devem ser calibrados pode variar de acordo com fatores como a utilização do instrumento, as exigências regulatórias e as recomendações do fabricante. Em muitos casos, os instrumentos são calibrados anualmente ou conforme especificado pelo fabricante.[32]

## Instrumentos medidores de tempo e frequência
Os instrumentos medidores de tempo e frequência desempenham um papel crucial em diversas áreas da ciência, tecnologia e engenharia, fornecendo medições precisas e confiáveis de tempo e frequência. Alguns exemplos comuns desses instrumentos são:

### Geradores de sinais de alta precisão
O gerador de sinal de alta precisão é um aparelho utilizado para gerar sinais de frequência conhecida e estável que disponibiliza formas de onda senoidais em suas saídas com amplitude ou frequência configurável. Nele, pode haver a possibilidade de adicionar a opção de o sinal ser modulado com uma segunda frequência mais baixa, podendo ser periódica (exemplo: tom de áudio), ou não periódica (exemplo: a voz humana). Podem incluir geradores de ondas senoidais, quadradas e de forma de onda arbitrária.

### Contadores de frequência
Os contadores de frequência são instrumentos de medição de frequência e tempo mais utilizados nas indústrias pois medem a frequência de sinais de entrada com alta precisão. Os contadores de frequência são conectados em paralelo com o circuito a ser medido, permitindo que o instrumento monitore a tensão do circuito. Um contador de frequência típico transforma a forma de onda de entrada em uma onda quadrada padrão com a mesma frequência que o sinal de entrada e alguns modelos podem oferecer recursos avançados, como análise espectral.

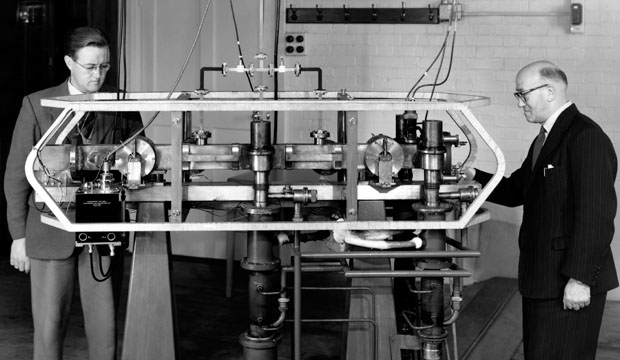
Relógio Atômico de Louis Essen, Laboratório Nacional de Física da Reino Unido - 1955.

### Osciladores atômicos
Os osciladores atômicos são dispositivos que utilizam as propriedades dos átomos para gerar sinais de frequência extremamente estáveis e precisos. Eles são fundamentais em uma variedade de aplicações onde a precisão do tempo e da frequência é crítica. Os osciladores atômicos baseiam-se nas transições atômicas precisas e previsíveis entre os estados de energia dos átomos. A estabilidade e a precisão dessas transições atômicas tornam os osciladores atômicos extremamente precisos em comparação com outros tipos de osciladores.

### Calibração em tempo e frequência
A Calibração em Tempo e Frequência é um conjunto de operações que estabelecem, sob condições específicas, a relação entre os valores indicados por um instrumento de medição e os valores correspondentes aos padrões utilizados. Quando se adquire um instrumento de medição, antes mesmo de usá-lo pela primeira vez, é necessário fazer uma primeira calibração que se adota o padrão de calibrar a cada 12 meses, ou seja, uma vez por ano, mas esse período pode variar de aparelho para aparelho. O dispositivo sob calibração pode ser um gerador de frequência por si só ou um oscilador que seja parte de um outro equipamento como, por exemplo, uma base de tempo para um contador de frequência ou um gerador de sinal. Esses dispositivos garantem a acurácia na medição do tempo e da frequência em vários contextos, como laboratórios de metrologia e ambientes industriais.